# Sacrifício de Isaac (Andrea del Sarto)
O Sacrifício de Isaac é uma pintura a óleo sobre painel (213x159 cm) de Andrea del Sarto, datada de cerca de 1527-1529 e preservada na Gemäldegalerie Alte Meister em Dresden. Há também uma versão menos acabada, geralmente considerada como o primeiro rascunho, no Museu de Arte de Cleveland (178x138 cm) e uma terceira versão em menor escala no Museu do Prado (98x69 cm), datando de cerca de 1527-1530.

## Temática
O afresco representa o episódio bíblico, conhecido por  Sacrifício de Isaac. É uma narrativa constante no Livro do Gênesis. Na história, Deus ordena que Abraão sacrifique seu filho Isaac em Moriá. Quando Abraão começa a obedecer, tendo amarrado Isaac em um altar, ele é parado por um Anjo do Senhor; um carneiro, então, aparece e é abatido no lugar de Isaac.